# Rosika Schwimmer

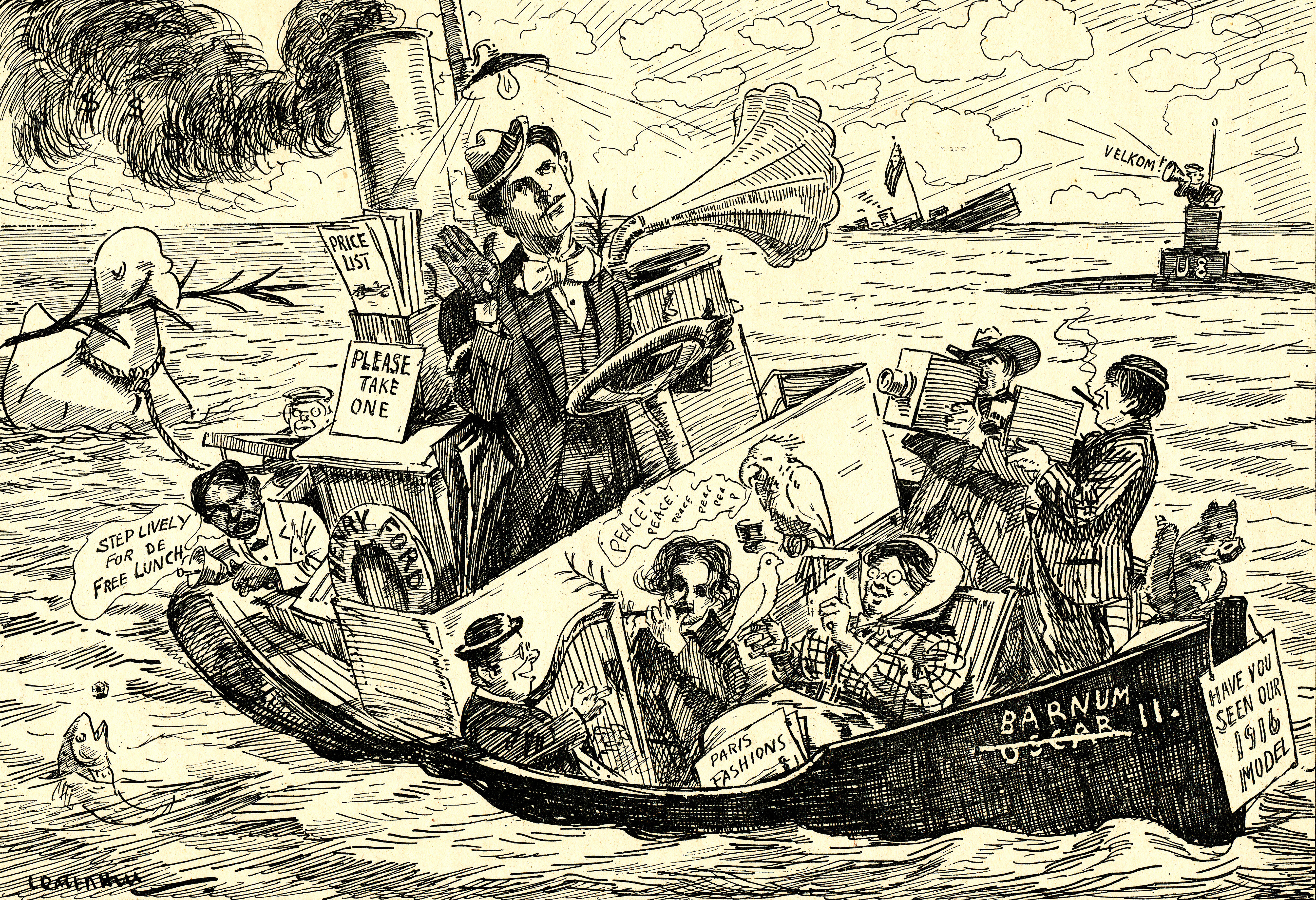
Karykatura w czasopiśmie „Punch” przedstawiająca delegatów płynących statkiem Oscar II na konferencję pokojową

Rosika Schwimmer (Rózsa Bédy-Schwimmer, ur. 11 września 1877 w Budapeszcie, zm. 3 sierpnia 1948 w Nowym Jorku) – węgierska polityk, działaczka feministyczna i pacyfistyczna.

## Życiorys
Rosika pochodziła z rodziny średniozamożnych, niepraktykujących Żydów. Jej ojcem był Max Bernát Schwimmer, a matką Berta Katscher, siostra działacza na rzecz pokoju, pacyfisty, pisarza i dziennikarza Leopolda Katschera, którego przekonania miały znaczący wpływ na karierę siostrzenicy. W 1896 roku sytuacja finansowa rodziny zmusiła ją do podjęcia pracy jako księgowa. Rok później założyła stowarzyszenie węgierskich pracownic biurowych, którego prezesem była do roku 1912. Uczestniczyła w tworzeniu kilku innych węgierskich organizacji zajmujących się prawami kobiet (m.in. Feministák Egyesülete, które założyła w 1904 roku wraz z Vilmą Glücklich), publikowała prace na ten temat.
W 1911 roku wyszła za mąż za dziennikarza Paula Bédy, małżeństwo trwało dwa lata i zakończyło się rozwodem.
W 1913 roku brała udział w organizacji siódmego Kongresu International Woman Suffrage Alliance w Budapeszcie. W 1914 roku wyjechała jako sekretarz tej organizacji do Londynu, wybuch I wojny światowej uniemożliwił jej powrót. Zaczęła koordynowanie współpracy przywódców organizacji feministycznych i pacyfistycznych, dążących do zakończenia wojny. W tym celu wyjechała do Stanów Zjednoczonych, gdzie prowadziła rozmowy z Carrie Catt, sekretarzem stanu Williamem Bryanem oraz prezydentem Woodrowem Wilsonem.
W 1915 roku współpracowała z Carrie Catt i Jane Addams przy tworzeniu organizacji Woman’s Peace Party. Uczestniczyła w Światowym Kongresie Kobiet, który odbył się w kwietniu 1915 roku w Hadze. Podczas kongresu Woman’s Peace Party została przekształcona w Women’s International League for Peace and Freedom, a Schwimmer została wiceprzewodniczącą tej organizacji.
W listopadzie 1915 udało się jej pozyskać poparcie Henry’ego Forda dla idei przeprowadzenia rozmów pokojowych. Neutralna Konferencja Mediacyjna (Neutral Conference for Continuous Mediation) została zorganizowana 8 lutego 1916 w Sztokholmie. Amerykańska delegacja wyruszyła na nią statkiem Oscar II, określanym jako Statek Pokoju (Peace Ship). W amerykańskiej prasie opublikowano liczne artykuły ośmieszające ten projekt. Konferencja zakończyła się niepowodzeniem, Henry Ford wrócił do USA zanim statek dotarł do Szwecji.
W 1918 roku, gdy Węgry uzyskały niepodległość, premier Mihály Károlyi powierzył Rossice Schwimmer funkcję ambasadora w Szwajcarii. Po przejęciu władzy przez komunistyczny rząd Béli Kuna została pozbawiona praw obywatelskich, a w okresie białego terroru wprowadzonego przez antysemicki reżim Miklósa Horthyego opuściła Węgry, przenosząc się w 1920 roku do Wiednia, a w 1921 do Stanów Zjednoczonych.
Osiadła w Chicago, od 1924 roku starała się o obywatelstwo amerykańskie, ale go nie uzyskała, ponieważ ze względu na swoje pacyfistyczne poglądy zadeklarowała, że nie sięgnęłaby po broń w obronie USA. Złożyła apelację i wygrała, ale sprawa dotarła w 1929 roku do Sądu Najwyższego, gdzie sędziowie zagłosowali 6:3 na jej niekorzyść. Do końca życia mieszkała w USA, ale miała status bezpaństwowca.
W 1948 roku zgłoszono jej kandydaturę do Pokojowej Nagrody Nobla, jednakże zmarła zanim wybrano laureata. Ostatecznie w tym roku nagrody nie przyznano.